# Timothy Cheruiyot
Timothy Cheruiyot (født 20. november 1995) er en kenyansk mellemdistanceløber med speciale i 1500 meter.
Han er olympiske sølvmedaljevinder i 1500 m ved sommer-OL 2020 i Tokyo. Ved verdensmesterskaberne i atletik vandt Cheruiyot sølvmedaljen i 2017 i London og en guld i 2019 i Doha.